# کاسان
کاسان (به ازبکی: Косон) شهری در استان قشقه‌دریا کشور ازبکستان است که در سرشماری سال ۲۰۱۰ میلادی، ۶۲٫۵۶۰ نفر جمعیت داشته است.